# TT405
Das Grab TT1405 (Theban Tomb – Thebanisches Grab Nummer 405) ist ein altägyptisches Grab. Es befindet sich in Theben-West beim modernen Ort Luxor in Ägypten im Nekropolenteil, der heute el-Chocha genannt wird. Die Grabanlage gehörte dem Großen Oberhaupt der Provinz, Chenti. Chenti war damit der oberste Verwalter einer Provinz (siehe Gau (Ägypten)), auch als Gaufürst oder unscharf als „Nomarch“ bezeichnet.
Das Felsgrab des Chenti besteht aus einer dekorierten Grabkapelle und zwei unterirdischen, auch in den Felsen gehauenen Grabkammern. Die undekorierten Grabkammern können über Öffnungen im Boden der Grabkapelle erreicht werden. Die Grabkapelle besteht aus einem Raum mit einem eher unregelmäßigen Grundriss und ist mit etwa 8 mal 10 m relativ groß. Der Raum wird im hinteren Teil durch drei Pfeiler in zwei Bereiche geteilt. Ganz im hinteren Teil befindet sich eine größere ausgemalte Nische. Die Grabkapelle ist über eine Tür mit dem benachbarten Grab des Ihi verbunden, der wiederum der Vater von Chenti war.
Die am besten erhaltenen Malereien der Kapelle befinden sich in der Nische im hinteren Teil der Grabkapelle. Hier sind auf der Längswand Chenti und seine Gemahlin Merites dargestellt. Sie sitzen vor einem Opfertisch und zahlreichen Speiseopfern. Auf der linken Seite der Wand sieht man in drei Registern zahlreiche Diener, die Opfergaben herbeibringen. Anderen Szenen sind oftmals nicht gut erhalten. Auf einer Wand ist Chenti auf einem Boot dargestellt, wie er in den Marschen jagt. Auf einer anderen Wand sieht man Fischer beim Fischfang, die Zubereitung von Fischen, Töpfer bei der Arbeit und Metallarbeiter am Werk. Auf einer weiteren Wand befinden sich Abbildungen von Grabbeigaben, darunter drei Betten, ein Tisch mit Schreibutensilien, diverse Truhen und Gefäße.
Die genaue Datierung der Grabanlage ist unsicher. Mohamed Saleh, der das Grab publizierte, schlägt vor, dass das Grab in die 6. Dynastie (etwa 2347 bis 2216 v. Chr.) gehört.